# زاوية شيخلر
زاوية شيخلر هي قرية في مقاطعة خوي، إيران. يقدر عدد سكانها بـ 471 نسمة بحسب إحصاء 2016.